# تاتارسکی ساسکول
تاتارسکی ساسکول (انگلیسی: Tatarsky Saskul) یک شهرک در شهرستان گافوریسکی استان باشقیرستان کشور روسیه است.